# IC 2702
IC 2702 ist eine elliptische Galaxie vom Hubble-Typ E0 im Sternbild Löwe auf der Ekliptik. Sie ist schätzungsweise 1,1 Mia. Lichtjahre von der Milchstraße entfernt und hat einen Durchmesser von etwa 65.000 Lichtjahren.

Im selben Himmelsareal befinden sich u. a. die Galaxien IC 2676, IC 2680, IC 2707, IC 2712.
Das Objekt wurde am 27. März 1906 von Max Wolf entdeckt.